# Ломбардо, Оскар
Оскар Ломбардо (фр. Oscar Lombardot; род. 23 апреля 2000 года, Понтарлье, Франция) — французский биатлонист, бронзовый призёр чемпионата Европы 2025 года в эстафете, призёр и победитель этапов Кубка мира в эстафетах.

## Биография
Оскар Ломбардо родился 23 апреля 2000 года в французском городе Понтарлье.

### Спортивная карьера
На международном уровне Оскар Ломбардо дебютировал в декабре 2018 года на юниорском Кубке IBU в французском Ле-Русс, где в спринте занял 56-е место, а в гонке преследования финишировал 46-м. В январе 2019 года на юниорском чемпионате мира Ломбардо стал 9-м в спринтерской гонке и 5-м в пасьюте. 
В январе 2020 года Ломбардо дебютировал на взрослом Кубке IBU в Осрблье, заняв 78-е место в индивидуальной гонке. 
В начале сезона 2020/2021 Оскар Ломбардо дебютировал на Кубке мира в Хохфильцене, где в спринтерских гонках занял 81-е и 86-е места. После этого продолжил выступать на Кубке IBU, где на этапах в немецком Арбере стал бронзовым призёром в эстафете и взял серебро в смешанной эстафете. На чемпионате мира среди юниоров 2021 Оскар Ломбардо выиграл золотую медаль в эстафетной гонке.
Сезон 2021/2022 Ломбардо провёл на Кубке IBU, его лучшим результатом было 7-е место в короткой индивидуальной гонке на этапе в Осрблье. На чемпионат Европы 2022 Оскар дважды становился 4-м: в индивидуальной гонке и смешанной эстафете. На юниорском чемпионате мира 2022 года в Солджер-Холлоу Оскар вновь стал победителем эстафеты.
Сезон 2022/2023 Оскар Ломбардо начал на Кубке IBU. После успешного выступления на этапе в Риданне, где завоевал серебряные награды в спринте и преследовании, Ломбардо получил право выступать на Кубке мира. На этапе в Поклюке занял 38-е место в гонке преследования, тем самым набрав свои первые очки в зачёте Кубка мира. На своём первом чемпионате мира в Оберхофе занял 64-е место в спринте и 70-е в индивидуальной гонке. На этапе Кубка мира в Эстерсунде Ломбардо впервые вошёл в состав эстафетной гонки, в которой взял свою первую медаль Кубка мира — серебро.
Первую половину сезона 2023/2024 Оскар выступал на Кубке IBU, где смог дважды взять бронзовые награды: в смешанной эстафете в Контиолахти и в спринте в шведском Идре. Потом продолжит сезон на Кубке мира, где лучший результат смог показать в короткой индивидуальной гонке в Антхольце, заняв 16-е место с двумя промахами на рубежах.
В сезоне 2024/2025 на Кубке IBU в Обертиллиахе Ломбардо поднялся на подиум с бронзой в смешанной эстафете. На чемпионате Европы 2025 года в Валь-Мартелло стал бронзовым призёром в эстафете, а в личных гонках показал лучший результат в гонке преследовании, финишировав шестым. На этапе Кубка мира в Нове-Место Оскар стал 10-м в гонке преследования, а потом в составе эстафетной команды взял своё первое золото.

## Результаты

### Подиумы на этапах Кубка мира
В эстафетных гонках
| №  | Сезон     | Место проведения | Гонка    | Место |
| -- | --------- | ---------------- | -------- | ----- |
| 1. | 2022/2023 | Эстерсунд        | Эстафета | 2     |
| 2. | 2024/2025 | Нове-Место       | Эстафета | 1     |

### Чемпионаты мира
| Год  | Место проведения | Спринт | Гонка преследования | Индивидуальная гонка | Масс-старт | Эстафета | Смешанная эстафета | Сингл-микст |
| ---- | ---------------- | ------ | ------------------- | -------------------- | ---------- | -------- | ------------------ | ----------- |
| 2023 | Оберхоф          | 64     | —                   | 70                   | —          | —        | —                  | —           |

### Кубок мира
Результаты сезонов на Кубке мира
| Сезон     | Заработанные очки | Общий зачёт | Индивидуальная гонка | Спринт | Гонка преследования | Масс-старт |
| --------- | ----------------- | ----------- | -------------------- | ------ | ------------------- | ---------- |
| 2022/2023 | 12                | 82          | 61                   | —      | 65                  | —          |
| 2023/2024 | 55                | 51          | 37                   | 70     | 52                  | 39         |
| 2024/2025 | 103               | 45          | 44                   | 51     | 44                  | 36         |

| 2024/2025 Итоги | 2024/2025 Итоги | Контиолахти | Контиолахти | Контиолахти | Контиолахти | Контиолахти | Контиолахти | Хохфильцен | Хохфильцен | Хохфильцен | Анси | Анси | Анси | Оберхоф | Оберхоф | Оберхоф | Оберхоф | Рупольдинг | Рупольдинг | Рупольдинг | Антхольц | Антхольц | Антхольц | ЧМ Ленцерхайде | ЧМ Ленцерхайде | ЧМ Ленцерхайде | ЧМ Ленцерхайде | ЧМ Ленцерхайде | ЧМ Ленцерхайде | ЧМ Ленцерхайде | Нове-Место | Нове-Место | Нове-Место | Поклюка | Поклюка | Поклюка | Поклюка | Осло | Осло | Осло |
| Очков           | Место           | ОСм         | См          | Эст         | КорИнд      | Спр         | МС          | Спр        | Пр         | Эст        | Спр  | Пр   | МС   | Спр     | Пр      | ОСм     | См      | Инд        | Эст        | МС         | Спр      | Эст      | Пр       | См             | Спр            | Пр             | Инд            | ОСм            | Эст            | МС             | Спр        | Пр         | Эст        | КорИнд  | МС      | См      | ОСм     | Спр  | Пр   | МС   |
| 103             | 45              | —           | —           | —           | —           | —4          | —           | —          | —          | —          | —    | —    | —    | —       | —       | —       | —       | —          | —          | —          | —        | —        | —        | —              | —              | —              | —              | —              | —              | —              | 18         | 10         | 1          | 18      | 15      | —       | —       | 55   | 41   | —    |

| 2023/2024 Итоги | 2023/2024 Итоги | Эстерсунд | Эстерсунд | Эстерсунд | Эстерсунд | Эстерсунд | Эстерсунд | Хохфильцен | Хохфильцен | Хохфильцен | Ленцерхайде | Ленцерхайде | Ленцерхайде | Оберхоф | Оберхоф | Оберхоф | Рупольдинг | Рупольдинг | Рупольдинг | Антхольц | Антхольц | Антхольц | Антхольц | ЧМ Нове-Место | ЧМ Нове-Место | ЧМ Нове-Место | ЧМ Нове-Место | ЧМ Нове-Место | ЧМ Нове-Место | ЧМ Нове-Место | Осло | Осло | Осло | Осло | Солджер Холлоу | Солджер Холлоу | Солджер Холлоу | Канмор | Канмор | Канмор |
| Очков           | Место           | ОСм       | См        | Инд       | Эст       | Спр       | Пр        | Спр        | Пр         | Эст        | Спр         | Пр          | МС          | Спр     | Пр      | Эст     | Эст        | Спр        | Пр         | КорИнд   | ОСм      | См       | МС       | См            | Спр           | Пр            | Инд           | ОСм           | Эст           | МС            | Инд  | МС   | ОСм  | См   | Эст            | Спр            | Пр             | Спр    | Пр     | МС     |
| 55              | 51              | —         | —         | —         | —         | —         | —         | —          | —          | —          | —           | —           | —           | —       | —       | —       | —          | 38         | 24         | 16       | —        | —        | 26       | —             | —             | —             | —             | —             | —             | —             | DNF  | —    | —    | —    | —              | 51             | 43             | 78     | —      | —      |

| 2022/2023 Итоги | 2022/2023 Итоги | Контиолахти | Контиолахти | Контиолахти | Контиолахти | Хохфильцен | Хохфильцен | Хохфильцен | Анси | Анси | Анси | Поклюка | Поклюка | Поклюка | Поклюка | Рупольдинг | Рупольдинг | Рупольдинг | Антхольц | Антхольц | Антхольц | ЧМ Оберхоф | ЧМ Оберхоф | ЧМ Оберхоф | ЧМ Оберхоф | ЧМ Оберхоф | ЧМ Оберхоф | ЧМ Оберхоф | Нове-Место | Нове-Место | Нове-Место | Нове-Место | Эстерсунд | Эстерсунд | Эстерсунд | Осло | Осло | Осло |
| Очков           | Место           | Инд         | Эст         | Спр         | Пр          | Спр        | Эст        | Пр         | Спр  | Пр   | МС   | Спр     | Пр      | ОСм     | См      | Инд        | Эст        | МС         | Спр      | Пр       | Эст      | См         | Спр        | Пр         | Инд        | ОСм        | Эст        | МС         | Спр        | Пр         | См         | ОСм        | Инд       | Эст       | МС        | Спр  | Пр   | МС   |
| 12              | 82              | —           | —           | —           | —           | —          | —          | —          | —    | —    | —    | 43      | 38      | —       | —       | 43         | —          | —          | 42       | 35       | —        | —          | 64         | —          | 70         | —          | —          | —          | 66         | —          | —          | —          | 38        | 2         | —         | 68   | —    | —    |

| 2020/2021 Итоги | 2020/2021 Итоги | Контиолахти | Контиолахти | Контиолахти | Контиолахти | Контиолахти | Хохфильцен | Хохфильцен | Хохфильцен | Хохфильцен | Хохфильцен | Хохфильцен | Оберхоф | Оберхоф | Оберхоф | Оберхоф | Оберхоф | Оберхоф | Оберхоф | Антхольц | Антхольц | Антхольц | ЧМ Поклюка | ЧМ Поклюка | ЧМ Поклюка | ЧМ Поклюка | ЧМ Поклюка | ЧМ Поклюка | ЧМ Поклюка | Нове-Место | Нове-Место | Нове-Место | Нове-Место | Нове-Место | Нове-Место | Нове-Место | Эстерсунд | Эстерсунд | Эстерсунд |
| Очков           | Место           | Инд         | Спр         | Спр         | Эст         | Пр          | Спр        | Пр         | Эст        | Спр        | Пр         | МС         | Спр     | Пр      | См      | ОСм     | Спр     | Эст     | МС      | Инд      | МС       | Эст      | См         | Спр        | Пр         | Инд        | ОСм        | Эст        | МС         | Эст        | Спр        | Пр         | Спр        | Пр         | См         | ОСм        | Спр       | Пр        | МС        |
| 0               | —               | —           | —           | —           | —           | —           | 81         | —          | —          | 86         | —          | —          | —       | —       | —       | —       | —       | —       | —       | —        | —        | —        | —          | —          | —          | —          | —          | —          | —          | —          | —          | —          | —          | —          | —          | —          | —         | —         | —         |

### Чемпионаты Европы
| Год  | Место проведения | Спринт | Гонка преследования | Индивидуальная гонка | Эстафета       | Смешанная эстафета | Сингл-микст    |
| ---- | ---------------- | ------ | ------------------- | -------------------- | -------------- | ------------------ | -------------- |
| 2021 | Душники-Здруй    | 15     | 50                  | 95                   | Не проводилась | —                  | —              |
| 2022 | Арбер            | 36     | 37                  | 4                    | Не проводилась | 4                  | —              |
| 2025 | Валь-Мартелло    | 12     | 6                   | 19                   | 3              | Не проводились     | Не проводились |

### Юниорские достижения
Чемпионаты мира среди юниоров
| Год  | Место проведения | Категория | Спринт | Гонка преследования | Индивидуальная гонка | Эстафета |
| ---- | ---------------- | --------- | ------ | ------------------- | -------------------- | -------- |
| 2019 | Брезно-Осрблье   | U19       | 9      | 5                   | 54                   | —        |
| 2021 | Обертиллиах      | U22       | 53     | 46                  | 17                   | 1        |
| 2022 | Солджер-Холлоу   | U22       | 9      | 10                  | 8                    | 1        |